# Distretto di Twan River
Il distretto di Twan River è un distretto della Liberia facente parte della contea di Nimba.